# Адміністративна реформа Павла I
Адміністративна реформа була проведена Павлом I у період 1796-1797 років.

## Реформа
Після сходження Павла І на престол, він провів власну адміністративно-територіальну реформу, яка відміняла реформу попередниці Катерини II. Все розпочалось після указів 12 та 31 грудня 1796 року, коли усі намісництва були перетворені в губернії, при цьому їхня кількість зменшилась з 51 до 42. Разом з цим була ліквідована низка повітів, їхня кількість зменшилась з 534 до 419.

## Губернії

### 1796 рік
| Губернія                       | З чого утворилось | Адміністративний центр                       |
| ------------------------------ | --- | -------------------------------------------- |
| Тверська губернія              | Тверське намісництво | Твер                                         |
| Смоленська губернія            | Смоленське намісництво | Смоленськ                                    |
| Новгородська губернія          | Новгородське намісництво, Олонецьке намісництво (захід)                                                                      | Новгород                                     |
| Калузька губернія              | Калузьке намісництво | Калуга                                       |
| Псковська губернія             | Псковське намісництво | Псков                                        |
| Тульська губернія              | Тульське намісництво | Тула                                         |
| Білоруська губернія            | Могильовське намісництво, Полоцьке намісництво                                                                               | Вітебськ                                     |
| Ярославська губернія           | Ярославське намісництво | Ярославль                                    |
| Рязанська губернія             | Рязанське намісництво | Рязань                                       |
| Орловська губернія             | Орловське намісництво | Орел                                         |
| Владимирська губернія          | Владимирське намісництво | Владимир                                     |
| Костромська губернія           | Костромське намісництво | Кострома                                     |
| Курська губернія               | Курське намісництво, Харківське намісництво (північ)                                                                         | Курськ                                       |
| Нижньогородська губернія       | Нижньогородське намісництво                                                                                                  | Нижній Новгород                              |
| Тамбовська губернія            | Тамбовське намісництво | Тамбов                                       |
| Воронезька губернія            | Воронезьке намісництво | Воронеж                                      |
| Санкт-Петербурзька губернія    | стара Санкт-Петербурзька губернія                                                                                            | Санкт-Петербург                              |
| Вологодська губернія           | Вологодське намісництво | Вологда                                      |
| Слобідсько-Українська губернія | Харківське намісництво, Катеринославське намісництво (схід), Воронезьке намісництво (захід)                                  | Харків                                       |
| Вятська губернія               | Вятське намісництво | Вятка                                        |
| Симбірська губернія            | Симбірське намісництво | Симбірськ                                    |
| Пензенська губернія            | Пензенське намісництво, Саратовське намісництво (північ)                                                                     | Пенза                                        |
| Астраханська губернія          | Кавказьке намісництво, Саратовське намісництво (південь)                                                                     | Астрахань                                    |
| Пермська губернія              | Пермське намісництво | Перм                                         |
| Малоросійська губернія         | Чернігівське намісництво, Новгород-Сіверське намісництво, Катеринославське намісництво (північ), Київське намісництво (схід) | Чернігів                                     |
| Київська губернія              | Київське намісництво, Брацлавське намісництво (північ), Вознесенське намісництво (північ), Волинське намісництво (схід)      | Київ                                         |
| Казанська губернія             | Казанське намісництво | Казань                                       |
| Московська губернія            | стара Московська губернія | Москва                                       |
| Оренбурзька губернія           | Уфимське намісництво | Оренбург                                     |
| Тобольська губернія            | Тобольське намісництво, Коливанське намісництво                                                                              | Тобольськ                                    |
| Іркутська губернія             | Іркутське намісництво | Іркутськ                                     |
| Новоросійська губернія         | Катеринославське намісництво, Таврійська область, Вознесенське намісництво (схід), Брацлавське намісництво (схід)            | з 1796 — Катеринослав; з 1797 — Новоросійськ |
| Естляндська губернія           | Ревельське намісництво | Ревель                                       |
| Ліфляндська губернія           | Ризьке намісництво | Рига                                         |
| Виборзька губернія             | Виборзьке намісництво | Виборг                                       |
| Архангельська губернія         | Архангельське намісництво, Олонецьке намісництво (схід)                                                                      | Архангельськ                                 |
| Мінська губернія               | Мінське намісництво, Чернігівське намісництво (північ)                                                                       | Мінськ                                       |
| Волинська губернія             | Волинське намісництво, Подільське намісництво (північ)                                                                       | Житомир                                      |
| Подільська губернія            | Подільське намісництво, Брацлавське намісництво, Вознесенське намісництво (північ)                                           | Кам'янець-Подільський                        |
| Литовська губернія             | Віленське намісництво, Слонімське намісництво                                                                                | Вільна                                       |

### 1797 рік
| Губернія                 | З чого утворилось/що додалось                           | Адміністративний центр |
| ------------------------ | ------------------------------------------------------- | ---------------------- |
| Саратовська губернія     | Пензенська губернія                                     | Саратов                |
| Тамбовська губернія      | Тамбовська губернія + Пензенська губернія (південь)     | Тамбов                 |
| Симбірська губернія      | Симбірська губернія + Пензенська губернія (схід)        | Симбірськ              |
| Нижньогородська губернія | Нижньогородська губернія + Пензенська губернія (північ) | Нижній Новгород        |

## Після реформи
У період 1801-1802 років, коли на престол сів Олександр І, була проведена нова адміністративна реформа, при цьому більшість положень павлівської реформи були відмінені.